# Ludwig Munzinger senior
Ludwig Munzinger senior (* 28. August 1877 in Saarburg, Elsaß-Lothringen; † 15. November 1957 in Ravensburg) war ein deutscher Journalist und erster Herausgeber des Munzinger-Archivs.

## Leben
Nach dem Besuch des Gymnasiums in Straßburg und Weißenburg (Wissembourg) studierte Munzinger auf Wunsch seiner Familie Rechtswissenschaften in Würzburg, obwohl er eigentlich Offizier werden wollte. 1897 wurde er wie viele Munzingers Mitglied eines grünen Corps und schloss sich wie sein Großvater Ludwig Munzinger, Bezirksgerichtspräsident in Landau und Straßburg, und sein Vater Ludwig Munzinger dem Corps Rhenania Würzburg an. Nach dem Tod des Vaters 1897 trat Munzinger 1898 in das kaiserliche Heer ein und wurde 1899 Leutnant in einem Jägerbataillon im elsässischen Colmar. Nach zweieinhalb Jahren verließ Munzinger das Militär und begann ein Jurastudium in München und Heidelberg. 1901 promovierte er in Heidelberg zum Dr. iur.; später wurde er auch Dr. phil.  Munzinger gehörte von 1903 bis 1907 der Redaktion der Allgemeinen Zeitung in München an und war dort zuletzt stellvertretender Chefredakteur. 
Am 17. März 1913 gab Ludwig Munzinger die erste Ausgabe des Archivs für publizistische Arbeit dem späteren Munzinger-Archiv heraus. Die Leitung des Munzinger-Archivs übernahm nach seinem Tod der Sohn Ludwig Munzinger junior.
1930 zog er mit seiner Familie nach Dresden (Loschwitz), die Heimatstadt seiner Frau Cora. Nach dem Bombenangriff auf Dresden im Februar 1945 und der damit einhergehenden Zerstörung von Teilen des Verlages floh die Familie Munzinger nach Ravensburg, wo der Verlag neu aufgebaut wurde.